# László Kövér
László Kövér (Pápa, Hungría, 29 de diciembre de 1959) es un político húngaro que fue Presidente interino de la República húngara en dos ocasiones y desarrolló otros cargos durante la presidencia de sus predecesores. Actualmente es el presidente de la Asamblea Nacional de Hungría.

## Presidencia interina
Ocupó el cargo de Presidente interino de su país durante apenas un mes debido a que predecesor, Pál Schmitt dimitiese por haber plagiado gran parte de su tesis y que se le retirara su título de doctor. Su cargo como Presidente interino se desarrolló desde el 2 de abril de 2012 hasta el 10 de mayo de ese mismo año. Le sucedió János Áder.